# René Meulensteen
René Meulensteen (* 25. März 1964 in Beugen) ist ein niederländischer Fußballtrainer und aktueller Co-Trainer der Australische Fußballnationalmannschaft. Er gilt in Fachkreisen als einer der weltweit führenden Experten im Technik- und Positionstraining.

## Karriere
Noch während seiner Zeit als Spieler wurde Meulensteen 1990 als Jugendtrainer beim NEC Nijmegen verpflichtet und blieb dort für drei Jahre. Nach einer sechsjährigen Tätigkeit bei der Katarischen U-18-Nationalmannschaft trainierte er für jeweils eine Saison al-Gharafa Sports Club und al-Sadd Sports Club. 2001 wechselte er zu Manchester United und trainierte dort fünf Jahre lang die Jugendteams und 2005/06 die zweite Mannschaft. Im Juni 2006 wurde er Cheftrainer des dänischen Erstligisten Brøndby IF. Am 18. Januar 2007 kehrte er für sechs Jahre als Assistenztrainer zu Manchester United zurück. Zur Saison 2013/14 wechselte er zu Anschi Machatschkala und assistierte Guus Hiddink. Als dieser nach zwei Spielen entlassen worden war, wurde Meulensteen Cheftrainer, wurde nach 16 Tagen jedoch wieder freigestellt. Im November 2013 kehrte er nach England zurück und wurde Cheftrainer vom FC Fulham. Am 14. Februar 2014 wurde Meulensteen durch Felix Magath ersetzt. 2016 ging er für eine Saison nach Israel zum Maccabi Haifa und wechselte danach zum Kerala Blasters FC nach Indien. Seit 2018 trainiert er als Co-Trainer die Nationalmannschaft Australiens.

## Erfolge
Als Assistenztrainer an der Seite von Alex Ferguson gewann Meulensteen 2009, 2011 und 2013 die Premier League mit Manchester United sowie 2008, 2010 und 2011 den FA Community Shield. 2009 und 2010 gewann er den League Cup, 2008 die UEFA Champions League und die FIFA-Klub-Weltmeisterschaft.

## Privates
Meulensteen hat zwei Kinder. Seine Tochter Pien ist Fernsehmoderatorin und Reporterin in Großbritannien, während sein Sohn Melle ebenfalls Fußballspieler ist.